# 1999년 MTV 무비 어워드
제8회 MTV 무비 & TV 어워드는 1999년 6월 5일에 열린 시상식이다.

## 수상 및 후보

### 최고의 영화상
- 메리에겐 뭔가 특별한 것이 있다 - 바비 패럴리 외 1명 수상
- 식스티 세컨즈 - 도미닉 세나
- 트루먼 쇼 - 피터 위어
- 라이언 일병 구하기 - 스티븐 스필버그
- 셰익스피어 인 러브 - 존 매든

### 최고의 남자배우상
- 트루먼 쇼 - 짐 캐리 수상
- 아마겟돈 - 벤 애플렉
- 라이언 일병 구하기 - 톰 행크스
- 워터보이 - 아담 샌들러
- 에너미 오브 스테이트 - 윌 스미스

### 최고의 여자배우상
- 메리에겐 뭔가 특별한 것이 있다 - 카메론 디아즈 수상
- 더 이상 참을 수 없어 - 제니퍼 러브 휴이트
- 표적 - 제니퍼 로페즈
- 셰익스피어 인 러브 - 기네스 팰트로
- 아마겟돈 - 리브 타일러

### 남우신인상
- 그들만의 계절 - 제임스 반 데 빅 수상
- 히 갓 게임 - 레이 앨런
- 셰익스피어 인 러브 - Robert McGowenn
- 할로윈 7 - H20 - 조쉬 하트넷
- 리썰 웨폰 4 - 크리스 록

### 여우신인상
- 크레들베이 - 케이티 홈즈 수상
- 엘리자베스 - 케이트 블란쳇
- 나는 아직도 네가 지난 여름에 한 일을 알고 있다 - 브랜디 노우드
- 마스크 오브 조로 - 캐서린 제타-존스
- 쉬즈 올 댓 - 레이첼 리 쿡

### 최고의 키스상
- 셰익스피어 인 러브 - 기네스 팰트로 수상
- 표적 - 조지 클루니 & 제니퍼 로페즈
- 와일드 씽 - 맷 딜런, 데니스 리차드 & 니브 캠벨
- 로리타 - 제레미 아이언스 & 도미니크 스웨인
- 메리에겐 뭔가 특별한 것이 있다 - 벤 스틸러 & 카메론 디아즈

### 최고의 싸움상
- 메리에겐 뭔가 특별한 것이 있다 - 벤 스틸러 vs 강아지 수상
- 블레이드 - 웨슬리 스나입스 vs 흡혈귀
- 마스크 오브 조로 - 안토니오 반데라스 vs 캐서린 제타-존스
- 러시 아워 - 성룡

### 최고의 악당상
- 메리에겐 뭔가 특별한 것이 있다 - 맷 딜런 수상
- 블레이드 - 스티븐 도프
- 사탄의 인형 4 - 처키의 신부 - 처키:브래드 듀리프
- 리썰 웨폰 4 - 이연걸
- 조브레이커 - 로즈 맥고완

### 최고의 코믹연기상
- 워터보이 - 아담 샌들러 수상
- 메리에겐 뭔가 특별한 것이 있다 - 카메론 디아즈
- 러시 아워 - 크리스 터커
- 리썰 웨폰 4 - 크리스 록
- 메리에겐 뭔가 특별한 것이 있다 - 벤 스틸러

### 최고의 콤비상
- 러시 아워 - 성룡 수상
- 아마겟돈 - 벤 애플렉 & 리브 타일러
- 시티 오브 엔젤 - 니콜라스 케이지 & 멕 라이언
- 쉬즈 올 댓 - 프레디 프린즈 주니어 & 레이첼 리 쿡
- 메리에겐 뭔가 특별한 것이 있다 - 벤 스틸러 & 카메론 디아즈

### 최고의 액션장면
- 아마겟돈 - 소행성에 파괴된 뉴욕시 장면 수상
- 리썰 웨폰 4 - 건물 통과하여 고속도로 차량 추격 장면
- 로닌 - 프랑스에서의 차량 추격 장면
- 라이언 일병 구하기 - 노르망디 상륙 작전 장면

### 최고의 뮤지컬 퍼포먼스
- 아마겟돈 수상

### 최고의 음악상
- 아마겟돈 - 에어로스미스: 'I Don't Want to Miss a Thing' 수상
- 닥터 두리틀 - 알리야: 'Are You That Somebody?'
- 시티 오브 엔젤 - Goo Goo Dolls: 'Iris'
- 그들만의 계절 - Green Day: 'Nice Guys Finish Last'
- 러시 아워 - 제이-지: 'Can I Get A...'

### 신인 제작자상
- 록 스탁 앤 투 스모킹 배럴즈 - 가이 리치 수상